# Rendőrakadémia (film)
A Rendőrakadémia (eredeti cím: Police Academy) 1984-ben bemutatott amerikai filmvígjáték, a Rendőrakadémia-filmsorozat első része. 
Neal Israel, Pat Proft és Hugh Wilson forgatókönyvéből Hugh Wilson rendezte, a film zenéjét Robert Folk szerezte. A főbb szerepekben Steve Guttenberg, George Gaynes és G. W. Bailey látható, akik a későbbi folytatásokban is visszatérnek. Torontóban és a Lakeshore stúdió műtermeiben forgatták. A mozifilm a Warner Bros. és a The Ladd Company gyártásában készült, és a Warner Bros. forgalmazásában jelent meg. 
Az Amerikai Egyesült Államokban 1984. március 23-án, Magyarországon 1989. április 6-án mutatták be a mozikban. A második magyar változattal az MTV1-en 1995. december 30-án, a harmadik magyar változattal az RTL Klubon 2000. október 29-én sugározták a televízióban.
A film világszerte 146 millió dolláros bevételt termelt. 

## Cselekmény
Egy amerikai nagyvárosban az egekbe szökik a bűnözés. Az új polgármesterasszony utasítására kortól, előélettől és alkalmasságtól függetlenül szinte bárkit fel kell venni a rendőrakadémiára. A rendőrség és az akadémia vezetése ezt átgondolatlan lépésnek és tévedésnek tartja. Noha az utasítást végrehajtják, gondoskodnak róla, hogy a kiképzés során minél több résztvevő feladja azt.
Carey Mahoney öntörvényű harmincas fiatalember, gyakorta kerül összetűzésbe a törvénnyel. Legutóbbi húzásáért pár hónap börtön várna rá, de Reed kapitány, a helyi rendőrfőnök felajánl számára egy alkut: a büntetést kiválthatja a rendőrakadémia elvégzésével, de képzést be kell fejeznie vagy börtönbe küldik. Mahoney még a rendőrőrsön megismerkedik Larvel Jones-szal – aki a hangjával bárkit és bármit utánozni képes – és őt is magával viszi az akadémiára. Terve kirúgatni magát és ehhez minél botrányosabban akar viselkedni. Azonban nem tudja, hogy Reed és az akadémia parancsnoka titkos megállapodása szerint az iskola befejezéséig mindenképpen ott tartják.
Az akadémiára vegyes, de jórészt alkalmatlan társaság jelentkezik. Köztük van Hightower, az azelőtt virágárusként dolgozó békés óriás; a fegyvermániás Tuckleberry; Karen, az unalom elől menekülő úrilány; Copeland és Blankes, a két talpnyaló karrierista jóbarát; Fackler, a papucsférj; Leslie Barbara, a kövér vesztes; George Martin, a szexmániás mexikói; valamint Hooks, egy félős fekete hölgy.
Az akadémia főoktatója, az újoncok által rettegett Harris hadnagy mielőbbi távozásra akarja bírni a szedett-vedett társaságot. Hamar a látókörébe kerül Mahoney, aki Harris egyre durvább bosszantásával állandóan keresi az alkalmat, hogy kicsapassa magát az intézményből. Harris ráállítja két kiszemeltjét, Copelandet és Blankest, feladatuk jelenteni minden gyanús dolgot, de Mahoney állandóan kijátssza őket.
Miután Mahoney megismerkedik Karen Thompsonnal és szerelmes lesz belé, már nem is olyan sürgős számára a távozás. Anekdotaszerű eseményekben ismerjük meg a kiképzés alatt történteket és Mahoney próbálkozásait önmaga kirúgatására. Harris parancsára Copeland és Blankes egyre durvábban bosszantja Mahoneyt: ő cserébe a hétvégi buli helyszíneként egy melegbár címét adja meg nekik, majd éjszaka Blankes kocsijával gyakoroltatja Hightowert a másnapi vezetési vizsgára és a kocsi össze is törik. Blankes és Mahoney összeverekednek, Harris kirúgja Mahoneyt, közvetlenül a záróvizsga előtt. Hooks az autós vizsgán véletlenül ráhajt Blankes lábára, erre ő niggernek nevezi. Hightower dühében ráborítja a rendőrautót, így őt is kirúgják.
A városban egy jelentéktelen dolog miatt két banda között verekedés tör ki, mely tömegverekedéssé, majd lázadássá és fosztogatássá fajul. Az események megfékezéséhez a rendőrakadémia hallgatóit is igénybe veszik. Harris-szel a legkeményebb bűnöző végezni akar, Mahoney az élete kockáztatásával próbálja megmenteni, majd kettejüket az autórongálás miatt kirúgott Hightower menti meg.
Az alkalmatlan újoncok kiválóan teljesítik küldetésüket és leteszik a záróvizsgát. Harris némileg kényszeredetten, de gratulál nekik.

## Szereplők
| Szereplő                     | Színész             | Magyar hang                    | Magyar hang              | Magyar hang                  |
| Szereplő                     | Színész             | 1. változat (Hajdu Film, 1989) | 2. változat (MTV1, 1995) | 3. változat (RTL Klub, 2000) |
| ---------------------------- | ------------------- | ------------------------------ | ------------------------ | ---------------------------- |
| Eric Lassard                 | George Gaynes       | Kenderesi Tibor                | Makay Sándor             | Uri István                   |
| Eugene Tackleberry           | David Graf          | Papp János                     | Reisenbüchler Sándor     | Bognár Tamás                 |
| Larvell Jones                | Michael Winslow     | Zalán János                    | Kerekes József           | Szokol Péter                 |
| Debbie Callahan              | Leslie Easterbrook  | Kocsis Mariann                 | Andresz Kati             | Ullmann Zsuzsa               |
| Laverne Hooks                | Marion Ramsey       | Szerencsi Éva                  | Kocsis Mariann           | Náray Erika                  |
| Moses Hightower              | Bubba Smith         | Both András                    | Hankó Attila             | Gesztesi Károly              |
| Carey Mahoney                | Steve Guttenberg    | Görög László                   | Görög László             | Selmeczi Roland              |
| Thaddeus Harris              | G. W. Bailey        | Reviczky Gábor                 | Forgács Péter            | Orosz István                 |
| Leslie Barbara               | Donovan Scott       | Kerekes József                 | Harmath Imre             | Csuja Imre                   |
| Henry Hurst rendőrparancsnok | George R. Robertson | Dobránszky Zoltán              | Barbinek Péter           | Rudas István                 |
| Karen Thompson               | Kim Cattrall        | Simon Mari                     | Tóth Ildikó              | Orosz Anna                   |
| Douglas Fackler kadét        | Bruce Mahler        | Szűcs Sándor                   | Kálid Artúr              | Juhász György                |
| George Martín kadét          | Andrew Rubin        | Bor Zoltán                     | Bor Zoltán               | Crespo Rodrigo               |
| Mrs. Fackler                 | Debralee Scott      | Kiss Erika                     | Kiss Erika               | N/A                          |
| Reed kapitány                | Ted Ross            | Barbinek Péter                 | Kránitz Lajos            | Varga Tamás                  |
| Mrs. Thompson                | Joyce Gordon        | Molnár Piroska                 | N/A                      | N/A                          |
| Mrs. Lassard                 | Araby Lockhart      | nem szólal meg                 | nem szólal meg           | nem szólal meg               |
| Parókás férfi                | Don Lake            | Orosz István                   | Háda János               | Csuha Lajos                  |
| Színesbőrű az utcán          | N/A                 | Csuja Imre                     | N/A                      | Csuha Lajos                  |
| Rosszfiúk vezetője           | Doug Lennox         | Melis Gábor                    | Ujlaki Dénes             | N/A                          |
| Dühös autós                  | Hugh Wilson         | Melis Gábor                    | Wohlmuth István          | N/A                          |
| Chad Copeland kadét          | Scott Thomson       | Zágoni Zsolt                   | Barabás Kiss Zoltán      | Csőre Gábor                  |
| Kyle Blankes kadét           | Brant von Hoffman   | Csankó Zoltán                  | Galambos Péter           | Bozsó Péter                  |
| A parkoló tulaja             | Bill Lynn           | Várkonyi András                | Cs. Németh Lajos         | Kardos Gábor                 |
| Irodavezető                  | Michael J. Reynolds | Kiss Gábor                     | Holl Nándor              | Szinovál Gyula               |

## Forgatás
A filmet Torontóban forgatták, 1983. május 30. és július 14. között.